# NGC 3256
NGC 3256 est une très vaste galaxie spirale particulière Située dans la constellation des Voiles et formée par la collision de deux galaxies distinctes. ,  NGC 3256 a été découverte par l'astronome britannique John Herschel en 1835.

## Caractéristiques
Sa vitesse par rapport au fond diffus cosmologique est de 3 096 ± 21 km/s, ce qui correspond à une distance de Hubble de 45,7 ± 3,2 Mpc (∼149 millions d'al).
À ce jour, une mesure non basée sur le décalage vers le rouge (redshift) donne une distance d'environ 37,400 Mpc (∼122 millions d'al). Cette valeur est  à l'extérieur mais compatible avec les valeurs de la distance de Hubble. Notons cependant que c'est avec la valeur moyenne des mesures indépendantes, lorsqu'elles existent, que la base de données NASA/IPAC calcule le diamètre d'une galaxie et qu'en conséquence le diamètre de NGC 3256 pourrait être d'environ 146,1 kpc (∼477 000 al) si on utilisait la distance de Hubble pour le calculer.
NGC 3256 fournit un modèle proche pour étudier les propriétés de jeunes amas d'étoiles dans les queues de marée. Le système cache un double noyau et un enchevêtrement de pistes de poussière dans la région centrale. Les signes indicateurs de la collision sont deux longues queues lumineuses tourbillonnant de la galaxie. Les queues sont parsemées d'une densité particulièrement élevée d'amas d'étoiles.
NGC 3256 est une galaxie lumineuse dans l'infrarouge (LIRG) et elle présente une large raie HI. Elle renferme également des régions d'hydrogène ionisé. De plus, c'est une galaxie à sursauts de formation d'étoiles. NGC 3256 est d'ailleurs la galaxie la plus lumineuse en infrarouge situé à un facteur z inférieur à 0,01 (~150 millions d'années-lumière) de la Voie lactée.
La luminosité de la galaxie NGC 3256 dans l'infrarouge lointain (de 40 à 400 µm)  est égale à 2,69 × 1011 {\displaystyle L_{\odot }} (1011,43{\displaystyle L_{\odot }}) et sa luminosité totale dans l'infrarouge (de 8 à 1 000 µm) est de 3,63 × 1011 {\displaystyle L_{\odot }} (1011,56{\displaystyle L_{\odot }}).

## Morphologie

### Le noyau

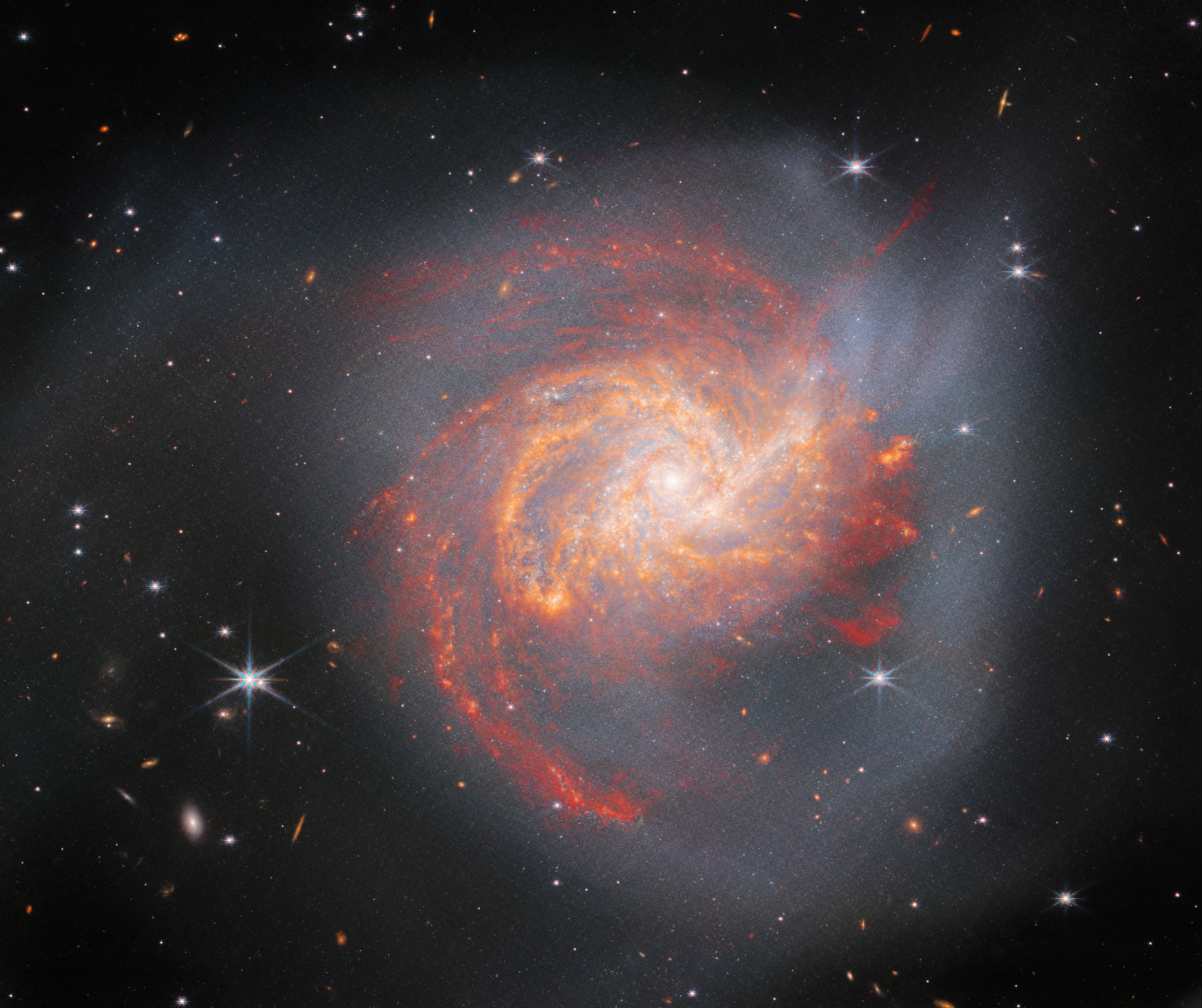
NGC 3256 imagée par le télescope spatial James Webb (proche et moyen infrarouge).

NGC 3256 possède deux noyaux distincts au nord et au sud. La distance angulaire entre ces deux noyaux est de 5 secondes d'arc, ce qui correspond à une distance d'environ 15 kal, soit environ 460 pc. Les deux noyaux sont clairement visibles en ondes radio et en infrarouge moyen, mais en lumière visible le noyau situé au sud est caché par une bande de poussière. Une autre étude basée sur la présence d'un nœud obscur seulement visible à des longueurs d'onde supérieures à 3,75 μm conclut à la présence d'un troisième noyau et elle suggère qu'il s'agit d'une région HII.
Il existe des données montrant qu'un écoulement de gaz ionisé partant noyau nord avec des chocs attribués à un super-vent alimenté par une zone à sursauts de formation d'étoiles. D'après les observations du télescope spatial Spitzer et de l'observatoire à rayons X Chandra , Ohyana et al. suggère que le noyau sud de NGC 3256 provient de la fusion d'une galaxie faiblement active qui a été fortement absorbé. L'observation de rayons X provenant de cette région est compatible avec une ancienne galaxie de type Seyfer 2 où l'effet Compton correspond à une faible densité (compton-thin en anglais).

### Les régions HII
Il n'y a que 7 régions HII dans NGC 3256, un nombre petit par rapport à d'autres galaxies, mais elles sont très lumineuses. Leur flux lumineux est 85 fois supérieur à celui de la nébuleuse de la Tarentule et elles pourraient héberger des superamas stellaires. Les régions HII coïncident avec des régions d'émission de rayon X dont les sources probables sont des rémanents de supernovas ou des binaires X. Les deux hypothèses laissent penser que des amas ouverts présents dans ces régions renferment des étoiles massives. D'ailleurs, la masse d'hydrogène neutre (région HI) présent dans ces régions suggère qu'elle pourrait donner naissance à des amas ouverts d'étoiles.

### Les queues de marée

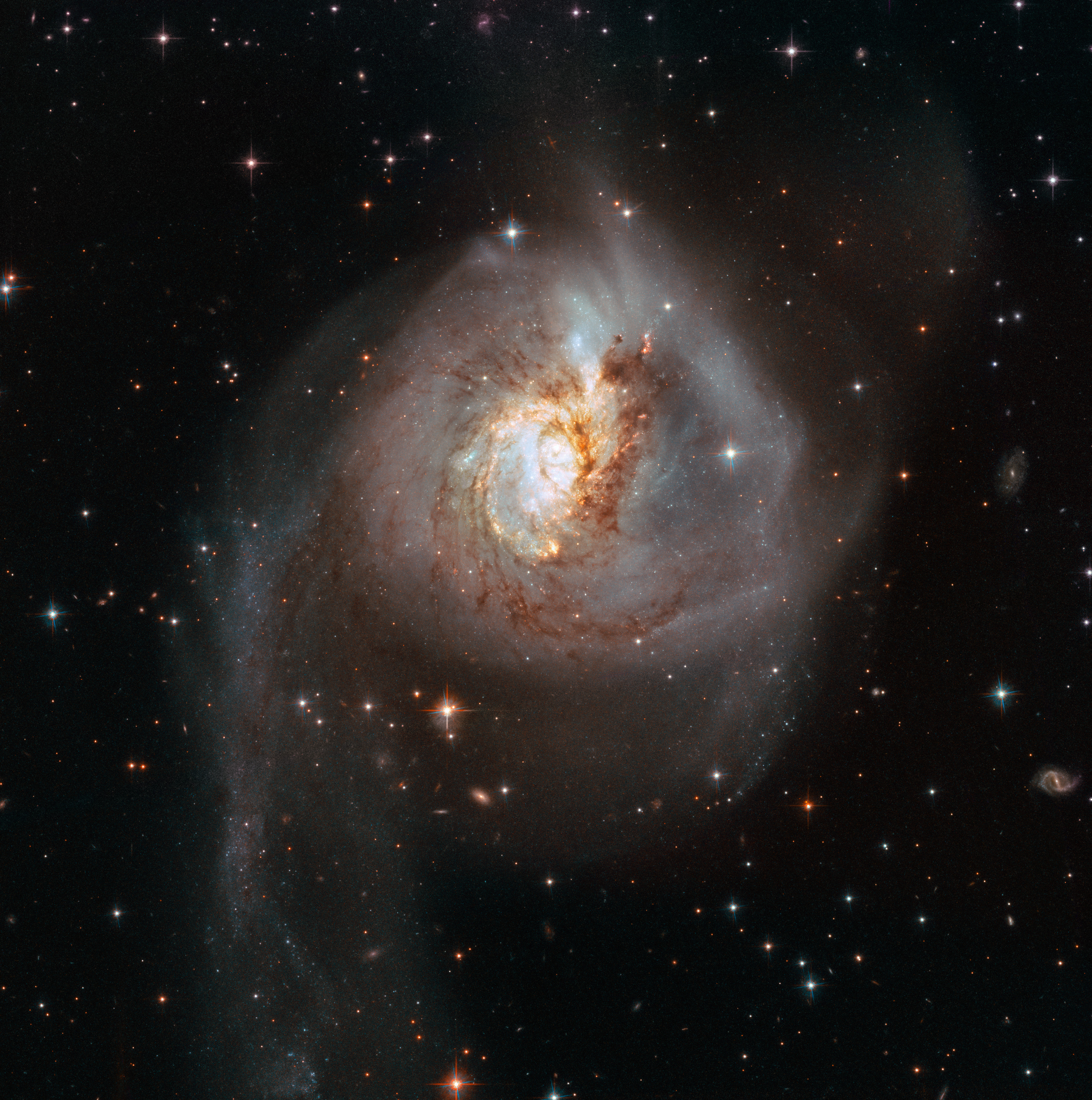
NGC 3256 captée par la caméra WFC 3 du télescope spatial Hubble. Le nord est à droite sur cette photo. La queue au bas de la photo est donc la queue orientale de la galaxie.

NGC 3256 présente deux queues de marée qui renferment environ 75 % des émissions de l'hydrogène neutre.
Selon une étude publiée en 2016, les deux queues ont une couleur différente, ce qui implique que leur population stellaire est différente. L'âge moyen de la population stellaire de la queue orientale (celle dirigée vers le bas sur la photo du télescope spatial Hubble) est de 841+125
-157 millions d'années (Ma) et un plus grand pourcentage de masse contenue dans celle-ci provient d'une population stellaire qui a été formée avant l'interaction des galaxies. On a aussi détecté dans cette queue plusieurs jeunes objets (< 10 Ma) de faible masse dotés d'une forte émission nébulaire, ce qui indique un petit sursaut récent de formation d'étoiles. L'âge moyen de la population d'étoiles de la queue occidentale est estimé à 288+11
-54 et sa luminosité est dominée par les étoiles formées après l'interaction des galaxies. Les queues comportent un grand nombre d'amas ouverts, surtout la queue occidentale.

## Supernova
La supernova SN 2001db a été découverte dans NGC 3256 le 9 janvier 2001 par une équipe d'astronomes de l'Observatoire européen austral. Cette supernova était de type II.

## Groupe de NGC 3261
NGC 3256 est la plus grosse galaxie du groupe de NGC 3261, un trio de galaxies. L'autre galaxie du trio est 3256C (PGC 30873). Ce trio de galaxies fait partie du superamas de l'Hydre-Centaure.
Cependant, une étude publiée en 2009 par Jayanne English et coll considère que NGC 3256 fait partie d'une groupe d'environ 15 galaxies dont ferait partie NGC 3263 et une quinzaine d'autres petites galaxies. A.M Garcia place plutôt NGC 3263 dans le groupe de NGC 3366. L'appartenance d'une galaxie à un groupe dépend évidemment des critères de leur proximité sur la sphère céleste et de leur distance à la Voie lactée. Selon l'article d'English, un nuage intergalactique d'hydrogène neutre nommé le nuage de Vela semble faire partie de ce groupe.

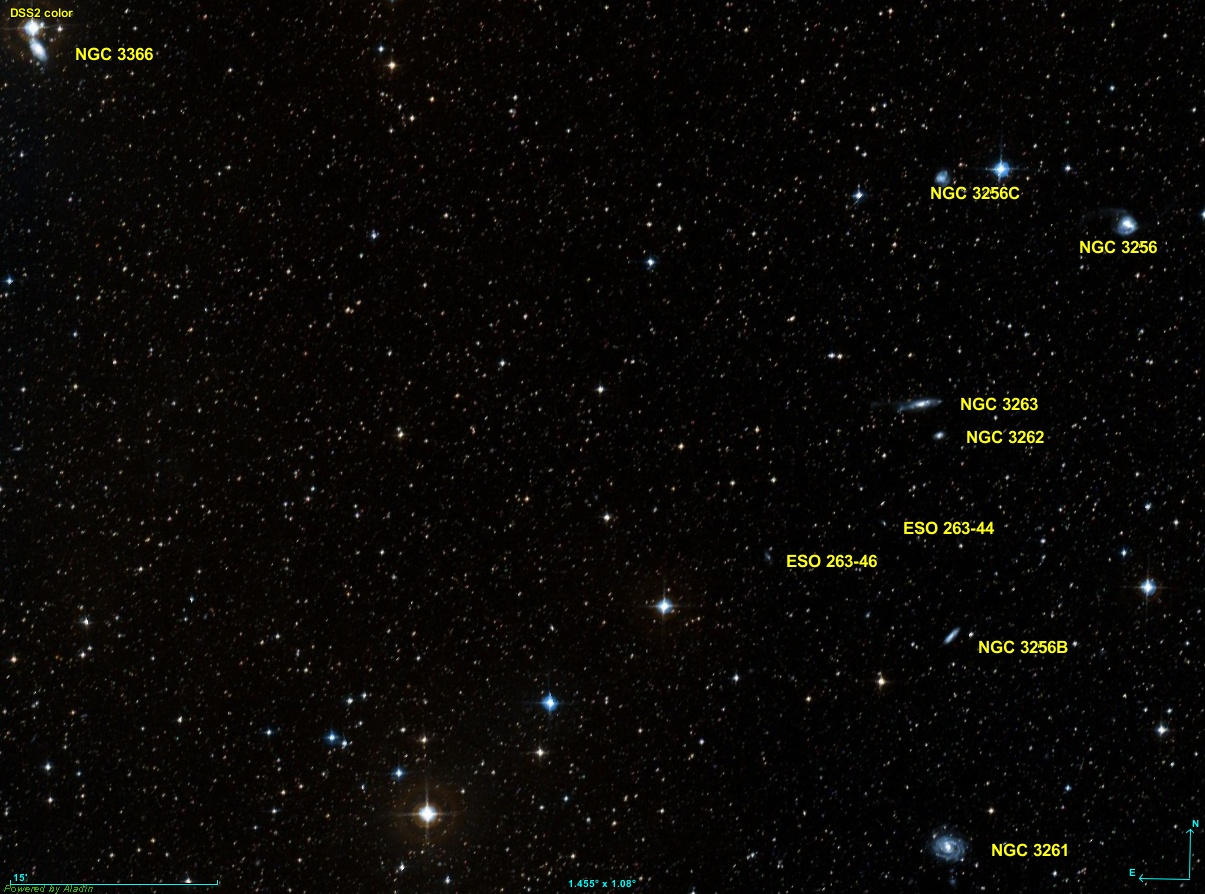
Le groupe de NGC 3256 et le groupe de NGC 3263 sont dans la même région du ciel. Le nuage de Vela est à l'ouest de NGC 3263 et n'est pas visible sur cette image.